# Oliva

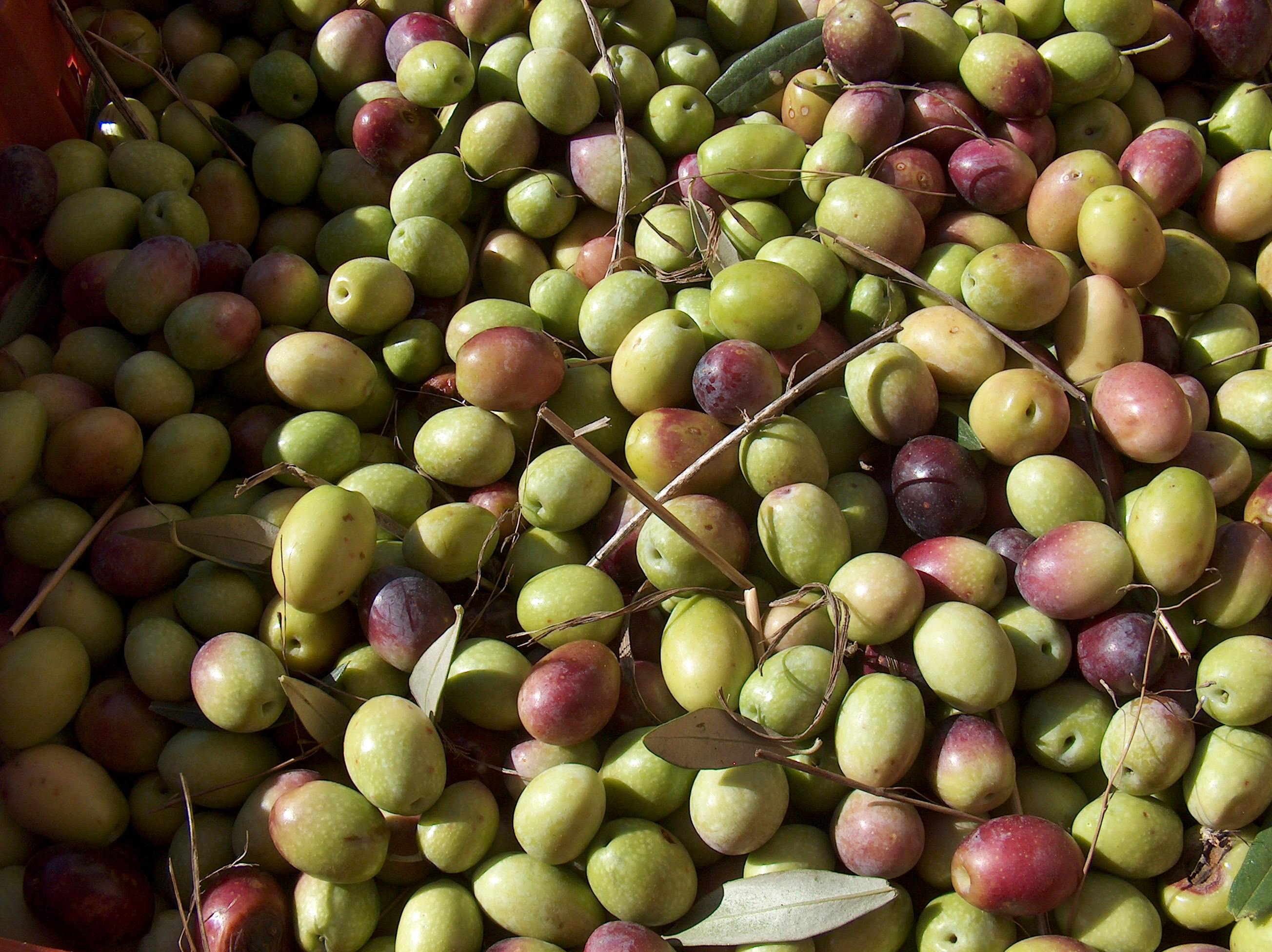
Olive sarde

L'oliva, o uliva, è un frutto derivato dall'ulivo usato a scopo alimentare sia direttamente, dopo adeguata trasformazione, sia come materia prima per l'estrazione dell'olio.

## Struttura
L'oliva è il frutto di forma ovale divisa in tre parti, una parte più esterna sottile e trasparente detta epicarpo, una parte media polposa detta mesocarpo, ed una parte interna detta endocarpo, comunemente detta nocciolo.
L'endocarpo a sua volta presenta esternamente il tegumento, una parte centrale che è l'albume, e la più interna i cotiledoni (da cui si sviluppa la pianta).
Attraverso la differenziazione dei caratteri biometrici (diametro massimo e lunghezza del nocciolo) si possono distinguere le specie domestiche di diametro superiore ai 10mm dalle specie selvatiche di grandezza inferiore.

## Raccolta e trasporto
Il processo di maturazione delle olive si distingue dal tipo di colorazione, dal verde giallo, durante lo sviluppo, al nero violaceo, a maturazione avvenuta.
Le olive vengono raccolte quando raggiungono il punto giusto di inolizione, di contenuto antiossidante e di proprietà organolettiche.
La raccolta manuale delle olive è spesso svolta attraverso appositi "pettini" oppure con abbacchiatori, con i quali staccano le olive dal ramo facendole cadere su teloni disposti a terra dell'albero. I teloni sono poi raccolti a mano e le olive dai teloni vengono trasferite all'interno di ceste in plastica.
Nel sud Italia il periodo di raccolta è generalmente tra novembre e dicembre (ma per alcune si arriva sino a gennaio inoltrato), quando le olive raggiungono il massimo delle loro dimensioni e sono ricche di olio. Una volta prese, l'insieme dei frutti viene riposto in cassette forate e spostate in ambienti freschi e aerati, quindi portate al frantoio e lavorate.

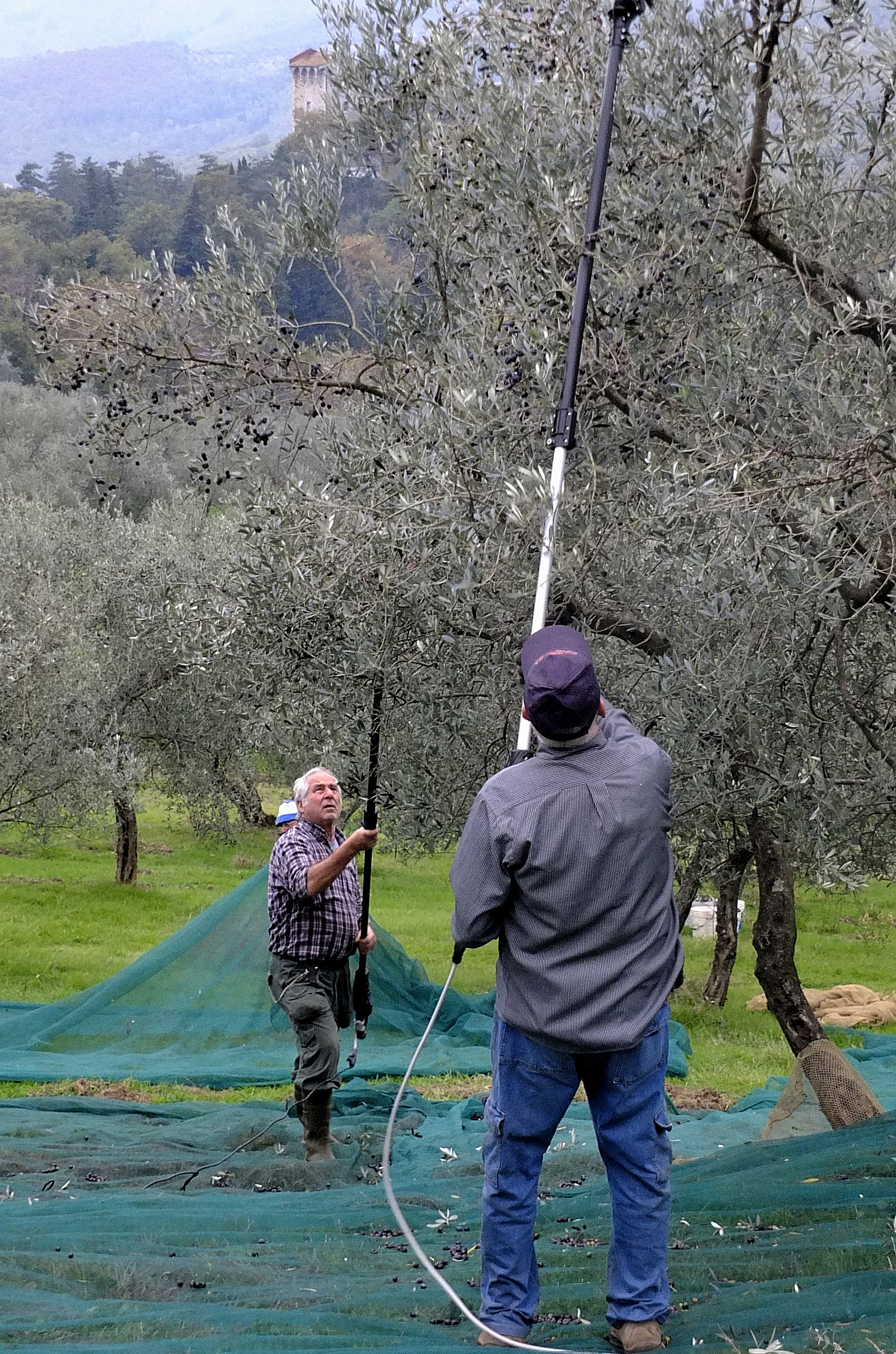
Raccolta delle olive
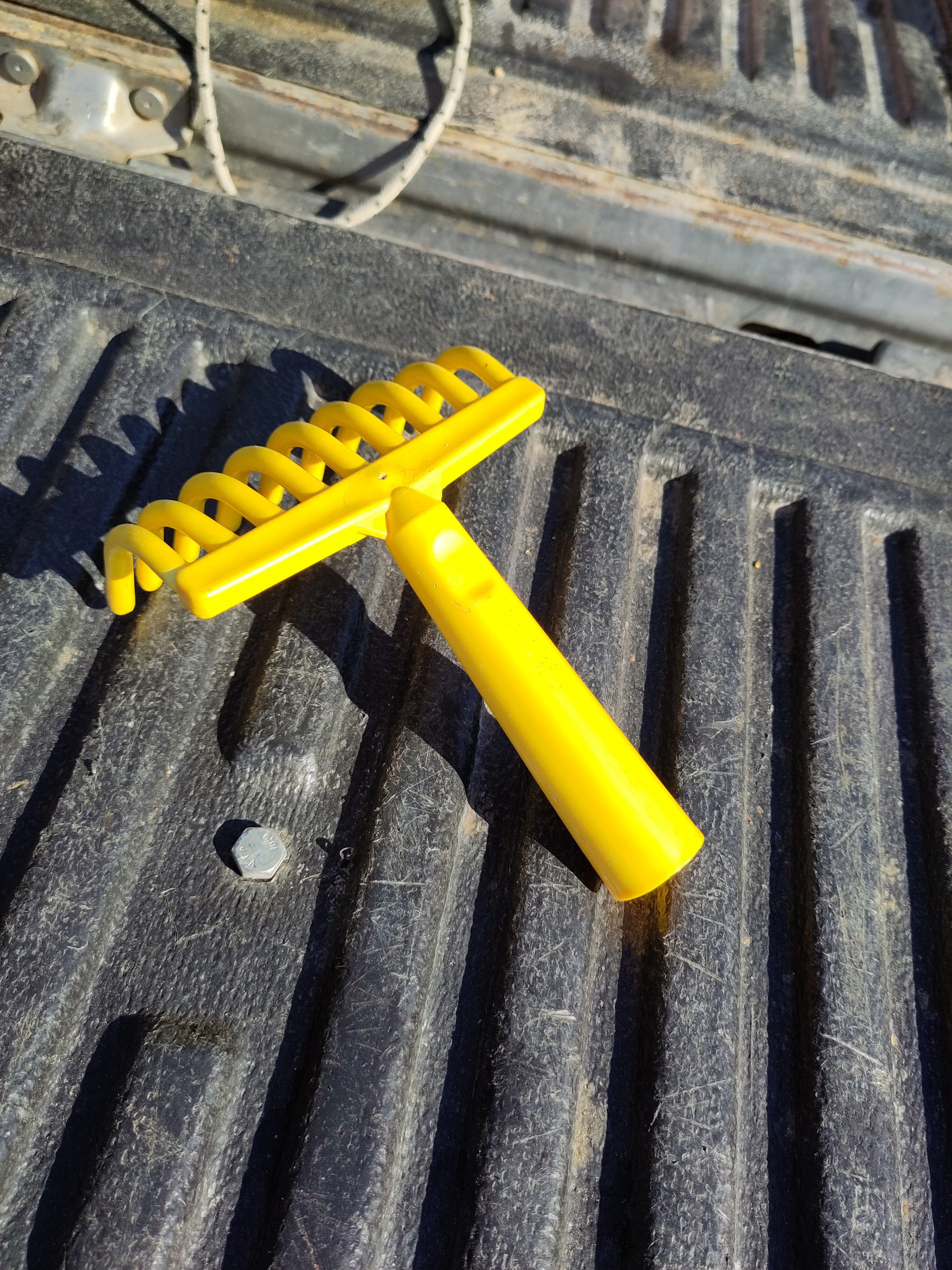
Pettine per la raccolta delle olive
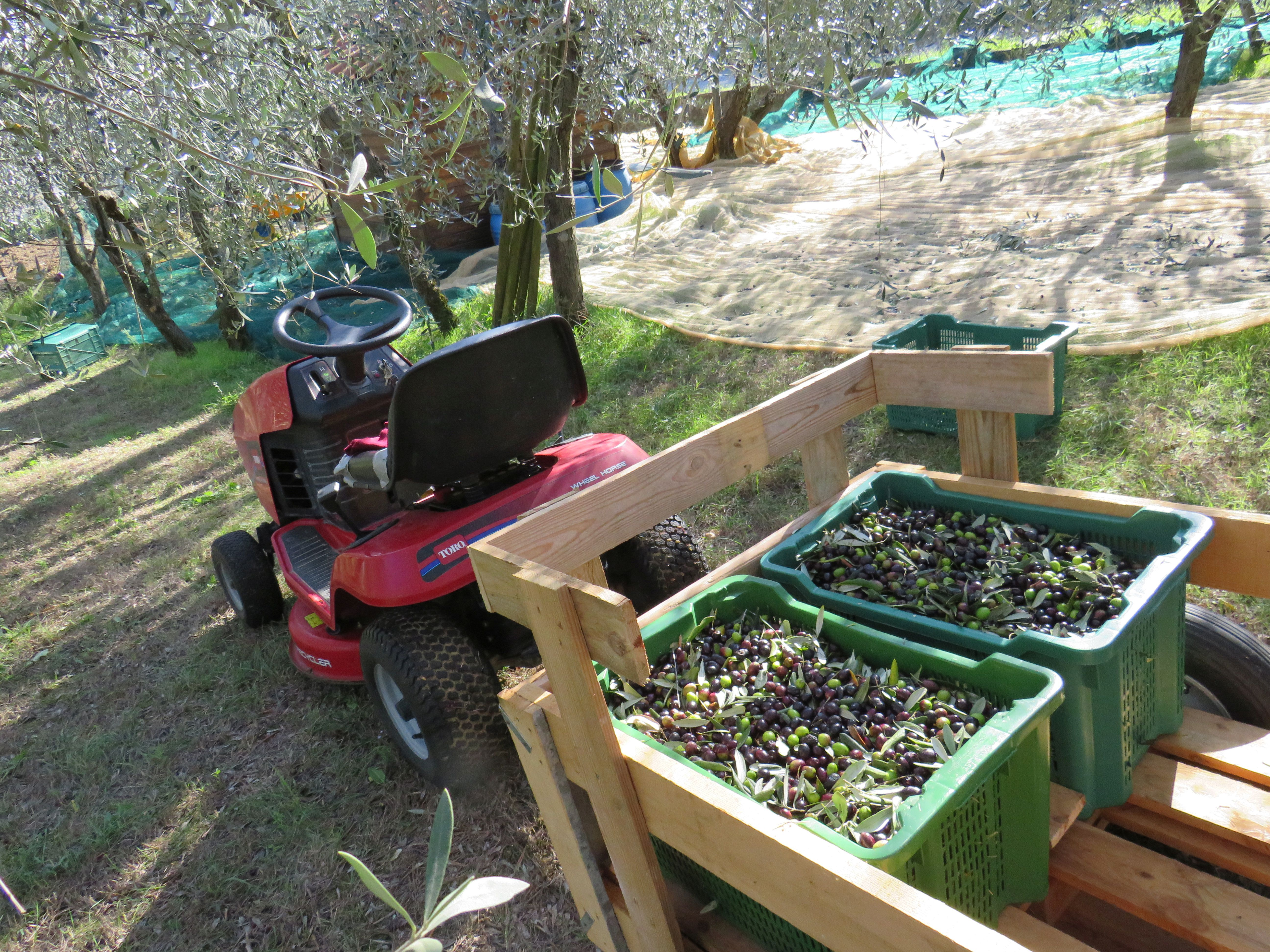
Trasporto delle olive raccolte

## Deamaricazione
Le olive hanno un alto contenuto in polifenoli, che le danno un sapore amaro. Pertanto per poter essere destinate al consumo da tavola nera (matura) o verde (colta prima dell'invaiatura) devono prima subire un trattamento in salamoia, che può essere composto da varie sostanze, a dipendenza dal gusto che si vuole dare, a volte viene anche schiacciata per permettere agli aromi di insaporirla più facilmente. Le più comuni sono acqua, sale, aceto e spezie varie.

## Varietà

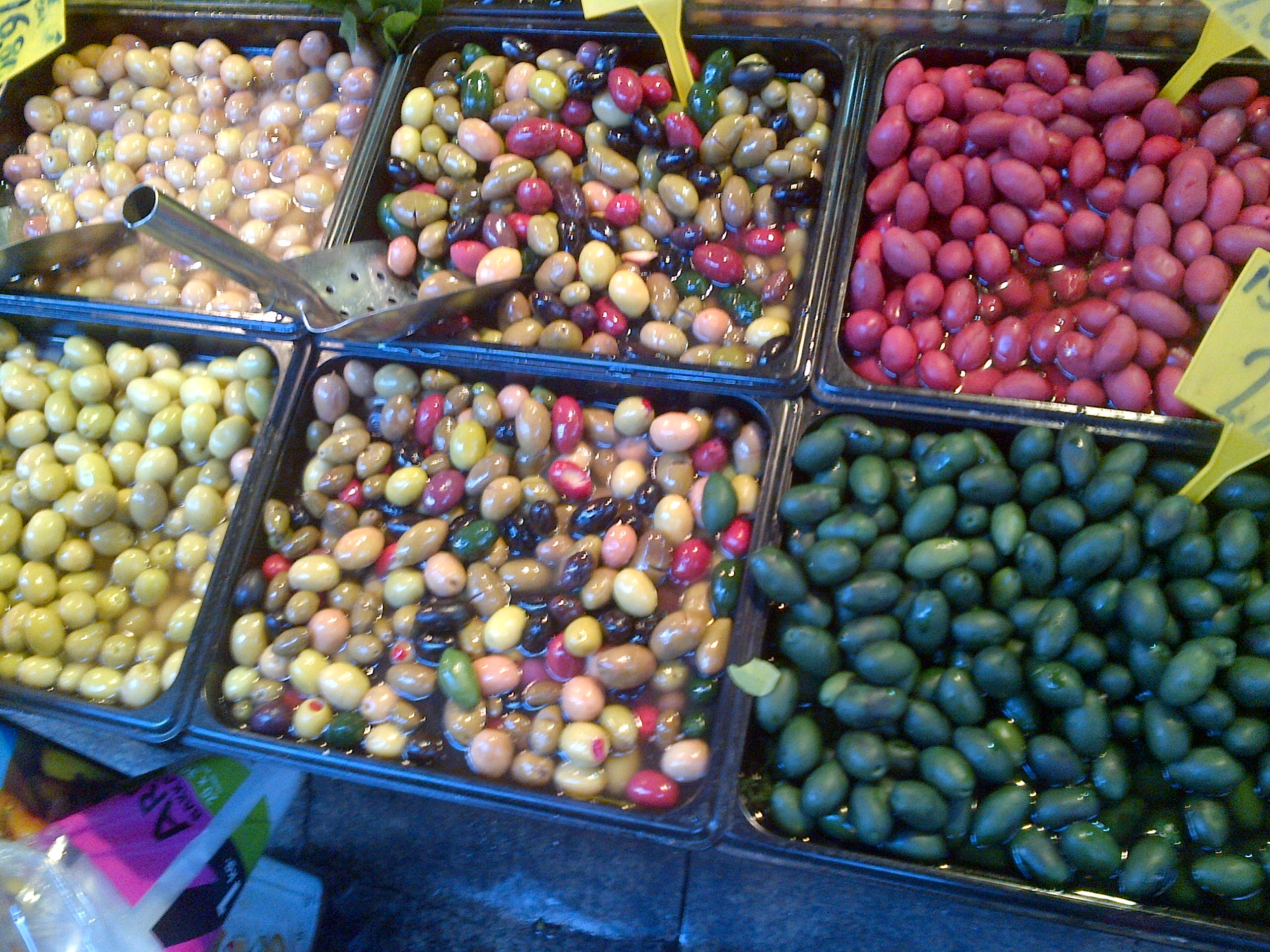
Olive variopinte, molto di moda da diversi anni in Turchia, al mercato storico di Kadıköy, Istanbul.

Le principali varietà di olive provengono dall'Italia, Francia, Grecia, Portogallo, Spagna e medio-oriente. L'Italia vanta il maggior numero di cultivar al mondo, molte delle quali diffuse solo in ambito regionale.

## Produzione
| I 10 maggiori produttori di oliva nel 2018 | I 10 maggiori produttori di oliva nel 2018 |
| Paese                                      | Produzione (tonnellate)                    |
| ------------------------------------------ | ------------------------------------------ |
| Spagna                                     | 9 819 569                                  |
| Italia                                     | 1 877 222                                  |
| Marocco                                    | 1 561 465                                  |
| Turchia                                    | 1 500 467                                  |
| Grecia                                     | 1 079 080                                  |
| Algeria                                    | 860 784                                    |
| Tunisia                                    | 825 467                                    |
| Egitto                                     | 768 176                                    |
| Portogallo                                 | 740 151                                    |
| Siria                                      | 400 000                                    |